# Кязымов, Тахир Лялякиши оглы
Тахир Лялякиши оглы Кязымов (азерб. Kazımov Tahir Lələkişi oğlu; род. 7 сентября 1957, Сыгынджаг, Масаллинский район) — судья Верховного суда Азербайджана.

## Биография
Родился в 1957 году. В 1981 году окончил юридический факультет Бакинского государственного университета.
С 1981 по 1986 год являлся следователем прокуратуры Кяпязского района г. Гянджа, главным следователем Прокуратуры г. Гянджа.
С 1986 по 1983 год являлся помощником прокурора г. Гянджа.
С 1993 по 1994 год являлся заместителем начальника отдела Прокуратуры г. Баку.
С 1994 по 1995 год являлся ведущим прокурором Прокуратуры Азербайджана.
С 1995 по 1998 год являлся заместителем начальника управления Прокуратуры Азербайджана.
С 1998 по 2000 год являлся прокурором Сабаильского района г. Баку.
С 2000 по 2005 год являлся начальником следственного управления по тяжким преступлениям Прокуратуры Азербайджана.
30 сентября 2004 года присвоен ранг государственного советника юстиции III степени.
С 2005 по 2015 год работал в Прокуратуре Азербайджана.
С 2015 по 2017 год являлся начальником отдела обобщения и анализа судебной статистики Аппарата Верховного суда Азербайджана.
Судья коллегии по уголовным делам Верховного суда Азербайджана (с 30 июня 2017).
Член правления Союза судей Азербайджана (с 2023).
Член научно-консультативного совета при Генеральной прокуратуре Азербайджана (с 2022).

## Награды
- Орден «Азербайджанское знамя» (25 декабря 1995)
- Нагрудной знак «Почётный работник прокуратуры» (30 сентября 2000)
- Орден «За службу Отечеству» III степени (11 февраля 2023) — за плодотворную деятельность в судебных органах[3]